# San Nicolás (comuna)
San Nicolás es una comuna ubicada en la provincia de Punilla, Región de Ñuble, en la zona central de Chile. Tiene una superficie de 491 km² y su capital es la localidad de San Nicolás. Se encuentra a 25 km de la ciudad de Chillán hacia el oeste. Es parte del Distrito 19 de Diputados y la Circunscripción Senatorial N° 12.
La actividad principal de la comuna son los trabajos rurales, destacándose la actividad forestal y la agrícola con la producción de trigo y remolacha. De la superficie comunal, el 80% de los terrenos son de secano duro, con suelos de baja productividad, donde predomina la agricultura campesina familiar con producción de trigo, lentejas y hortalizas. El 20% restante corresponde a suelos trabajados para la elaboración de productos de exportación, tales como cerezas, arándanos, kiwis y viñas.

## Historia
El primer topónimo del territorio conocido es Quillinco o Quillengüe, lo que significa “pueblo de indios”. La fuente citada por el P. Guarda confirma que los españoles denominaban “pueblos de indios” a cualquier agrupación poblacional, sin considerar jerarquía ni dimensión. Desde el Padre Rosales al Abate Molina, se puede comprobar que los indígenas del área vivían dispersos, sin construir las habitaciones juntas, sin organización de un poblado a sus viviendas.
El topónimo de la comuna aparece por primera vez en los registros oficiales en la ley del 2 de febrero de 1848, que crea la provincia del Ñuble como una subdelegación del departamento de San Carlos. Bajo la advocación de San Nicolás se funda la comuna el 22 de diciembre de 1891, sin embargo, la celebración de la comuna se ha establecido para el 6 de diciembre.
La instalación de la cabecera comunal de San Nicolás, en el departamento de San Carlos, provincia de Ñuble, se estableció mediante Ley de 1900, fijando a Quillenco, en esa cabecera. En rol de propiedades de 1896, de la comuna de San Nicolás, en la subdelegación 8 de la comuna, el predio Guillinco (Quillinco) y Llano Blanco, eran de propiedad de doña Rosario Lantaño. Posteriormente, en 1923, “Quillinco” pertenecía a don Pelegrín Martín, pero en arriendo a don Manuel Martín Yávar. El fundo, además, servía de invernada a la crianza ganadera de “Puyaral”, que también pertenecía a don Pelegrín Martín, que lo tenía arrendado a Manuel Martín Yávar.
El fundo, luego de ser arrendado por el abogado Manuel Martín Yávar, en 1934, pasó a ser de su propiedad. Desde 1934 y hasta 1959, Quillinco comienza a ser enajenado en retazos por sucesivas ventas que hace su propietario Manuel Martín Yávar.
Mientras ocurria el desmembramiento del Fundo Quillinco, la Municipalidad le dio prioridad al mejoramiento de caminos por toda la comuna. En 1949, las autoridades destinaron fondos para mejorar el camino entre el Puente Ñuble y San Nicolás en vista de su mal estado con los recientes temporales, posteriormente, continuaron con arreglos en caminos rurales clave como el de Santa Josefina. Durante la década de 1950, la situación de los caminos seguía siendo problemática, lo que llevó a inversiones adicionales, incluyendo ripiado y nivelación de caminos importantes como los que conectaban San Nicolás con Cocharcas, Dadinco, y La Maravilla.
A mediados de la década de los años 90 y “con fondos del Ministerio de Obras Públicas se hizo la mantención del camino a Monteleón, se construyeron dos puentes en el camino a Coipin y se hizo la reposición de los puentes Huampuli y Lilahue”.

## Medio ambiente

### Geomorfología y componentes abióticos

Trazado simplificado de los ecosistemas y cuerpos de agua presentes en la comuna de San Nicolás.

La comuna de San Nicolás se encuentra emplazada en la unidad geomorfológica de Llano central fluvio-glacio-volcanico; y presenta según la clasificación climática de Köppen clima mediterráneo de lluvia invernal (Csb). Esta además se halla en la cuenca hidrográfica de río Itata. Además, la comuna posee diversos cuerpos de agua, entre los que se destacan el río Changaral y río Ñuble.

### Componentes bióticos
Dentro del territorio de la comuna se pueden hallar los siguientes ecosistemas:
- Bosque esclerófilo mediterráneo interior donde predominan Lithrea caustica y Peumus boldus (En peligro)
- Bosque esclerófilo psamófilo mediterráneo interior donde predominan Quillaja saponaria y Fabiana imbricata (En peligro crítico)
- Bosque espinoso mediterráneo interior donde predominan Acacia caven y Lithrea caustica (En peligro)

### Medidas de protección ambiental y conflictos socioambientales
Hasta 2022, la comuna de San Nicolás no cuenta con áreas territoriales destinadas a la protección ambiental.

## Demografía
Según la Biblioteca Nacional del Congreso, la comuna de San Nicolás posee una población de 12 414 habitantes y una densidad de 25,3 hab/km². La población urbana de la comuna se encuentra en el pueblo de San Nicolás, centro administrativo de la comuna, y en el pueblo de Puente Ñuble.

### Localidades
Localidades con sus respectivos habitantes correspondientes al informe de Ciudades, Pueblos, Aldeas y Caseríos del año 2019:
- San Nicolás, capital comunal, 2843 habitantes.
- Puente Ñuble, 2044 habitantes.
- Lomas de Puyaral, 358 habitantes.
- Dadinco, 320 habitantes.
- Puyaral, 298 habitantes.
- El Manzano, 212 habitantes.
- Monteleón, 228 habitantes.
- Los Aromos, 205 habitantes.
- Lajuelas, 176 habitantes.
- Los Sauces, 149 habitantes.
- Monte Atravesado, 102 habitantes.
- Estación Cocharcas, 102 habitantes.
- Puente El Ala, 99 habitantes.
- Los Montes, 75 habitantes.
- El Parrón, 78 habitantes.
- Quillinco, 90 habitantes.
- San Pedro Lilahue, 59 habitantes.
- Lilahue, 57 habitantes.
- Lonquén, 47 habitantes.
- Santa Julia, 43 habitantes.
- Huampangue, 20 habitantes.

## Administración
La administración de la comuna corresponde a la Ilustre Municipalidad de San Nicolás, cuyo alcalde es Víctor Toro Leiva (IND). El alcalde es asesorado por el concejo municipal, integrado en el periodo 2024-2028 por los concejales:
- Catalina Guzmán Simpfendorfer (RN)
- Luis Sáez Gallegos (RN)
- Jaime Bustos Espinoza (Ind-PS)
- Julio Canales Toro (DC)
- Nicolás Olave Álvarez (UDI)
- Patricio Avendaño Medina (FA)

## Servicios
La comuna cuenta con los servicios básicos dados por el municipio local, cuenta con servicio telefónico, Internet, correos, carabineros y además prestan servicio dos Compañías de bomberos, la Primera Compañía que está situada en el pueblo de San Nicolás, fue fundada el 6 de junio de 1983 y la Segunda Compañía ubicada en Puente Ñuble, cuya fundación data del 6 de diciembre de 1989.
Su Superintendente y representante legal es don Osvaldo Matus Guiñez quien además es Presidente del Consejo Provincial Ñuble de Bomberos de Chile y Presidente Provincial.
El Comandante es Don Marcelo Andrés Yáñez Muñoz, el director de la Primera Compañía es Don Ricardo Plaza Nova y su Capitán Primera Don German Placencia González, dichas compañías cuenta en especialidades en: "Agua, Forestal, Rescate en altura y Rescate Vehicular".
La Segunda Compañía Director don Juan Basso Mora y Capitán Segunda Don Marcelo San Martín Olate.

## Cultura

### Biblioteca
"Rosario Lantaño-Pedro Bueno", biblioteca pública ubicada en Balmaceda esquina Esmeralda. Esta Biblioteca fue fundada el año 1978, tiene una colección cercana a los 6000 volúmenes y tiene Internet gratuito a través del Programa Biblioredes.

### Tradiciones
Una tradición que se realiza ya por varios años es la cabalgata comunal denominada "Cabalgando Conozco Mi Comuna" actividad que realiza el municipio local que se lleva a cabo en el mes de octubre y que reúne a más de 300 jinetes, más las personas que se transportan en carretas, o en cualquier medio tirado por caballos.
Otra tradición es la "Fiesta del Pavo de Campo" que se realiza en junio y consiste en preparaciones de platos típicos como la cazuela.
También se realizan fiestas de esquila en distintos sectores rurales de la comuna.

### Personajes Ilustres
La comuna cuenta con dos hijos ilustres; el Padre Fernando Varas González y el pastor Bernardo Cartes Venegas.

## Medios de comunicación

### Radioemisoras
FM
- 97.5 MHz - Radio Interactiva
- 107.3 MHz - Radio Club Deportivo Chacay
- 107.7 MHz - Radio la "Voz de lo Alto"

### Televisión
- Liceo TV canal 28 sólo en San Nicolás y sus alrededores.
- San Nicolás TV canal 51 de televisión abierta digital.

### Portales informativos
- Informante San Nicolás.cl, página de noticias en la web